# Raymond Mamet
Pour les articles homonymes, voir Mamet.
Joseph Raymond Mamet est un entomologiste mauricien d'ascendance française, né le 8 mars 1912 à Rose Hill (une ville de l'île Maurice, dans l'océan Indien) et mort le 1er septembre 1996 à Meaux, dans le département de Seine-et-Marne, en France. Il est inhumé au cimetière de Bouleurs, une commune située aussi en Seine-et-Marne.

## Biographie

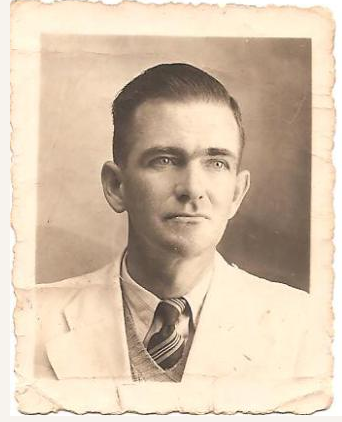
Portrait de Raymond Mamet à 28 ans (1930)

De 1916 à 1926, il étudie d'abord chez les demoiselles van der Meersh et à l'école Saint-Stanislas de Rose Hill puis au Collège Royal de Curepipe où il obtient le Cambridge School Certificate en 1929. Il termine ses études en 1932 à Réduit au Collège d’agriculture de l’île Maurice et devient assistant au laboratoire d’entomologie du service de l’agriculture sous la direction de Louis André Moutia puis dirige le laboratoire d’entomologie du ministère de la Santé jusqu’à son départ à la retraite en 1967. Cependant, il poursuit son activité, d’abord en dirigeant la section consacrée à la diversification agricole de l’Institut de recherches de l’industrie sucrière puis en étant conseiller technique jusqu’en 1978.
De son mariage avec Marie, Louise de Villaine le 8 avril 1945 à Curepipe naîtra une fille nommée Louise, le 23 juillet 1947.
En juillet 1981, il quitte l'île Maurice et s'installe en région parisienne à Bouleurs chez sa fille . Entre 1981 et 1996, à Paris, il fréquente assidûment le Muséum national d'histoire naturelle et la bibliothèque de la Société entomologique de France (située dans le laboratoire d'entomologie du Muséum) pour rédiger son ouvrage Bibliographie de l'Entomologie des îles Mascareignes 1771-1990.

## Entomologiste (Coccidologiste)

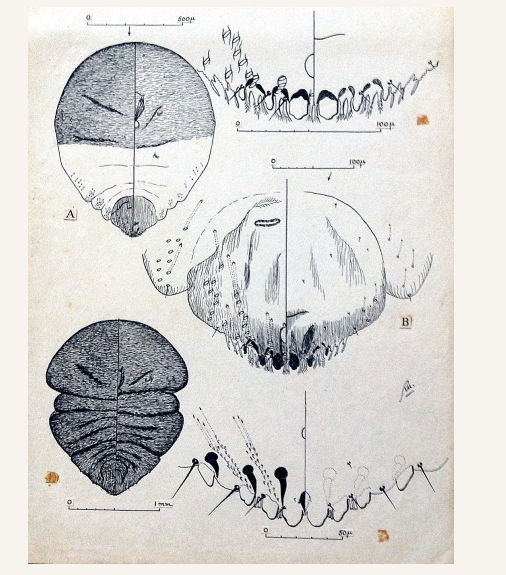
Homoptera, Coccoidea, planche zoologique dessinée à la main par Raymond Mamet

Il fait paraître cent dix publications sur les insectes des îles Mascareignes, principalement sur les homoptères. Il sait se faire collecteur, et transmet à Jean Vinson (1906-1966) un riche matériel qui permet à ce dernier de nombreuses descriptions d’espèces.
Mamet décrit cent soixante-dix nouvelles espèces et quarante-cinq nouveaux genres de cochenilles, toutes endémiques des Mascareignes. Il travaille également sur la faune malgache et décrit vingt-neuf nouveaux genres, les premières cochenilles décrites de cette île. Raymond Mamet étudie aussi les Aleurodes et décrit, avec le spécialiste japonais Ryoichi Takahashi (1898-1963), trois nouveaux genres et dix nouvelles espèces.
Il s’intéresse également à l’entomologie médicale notamment au paludisme, à la filariose et à la bilharziose. Passionné par l’histoire des sciences de son pays, il fait paraître à la fin de sa vie deux contributions importantes à l’histoire de l’entomologie et de l'entomologie pré-linnéenne ,.
Ses collections sont aujourd’hui conservées à Paris par le Muséum national d'histoire naturelle, rejoignant les collections de Paul Carié (1876-1930) et de Jean Vinson (1906-1966). Elles constituent aujourd’hui un ensemble d’une très grande richesse sur l’entomofaune de ces îles.

## Hommages

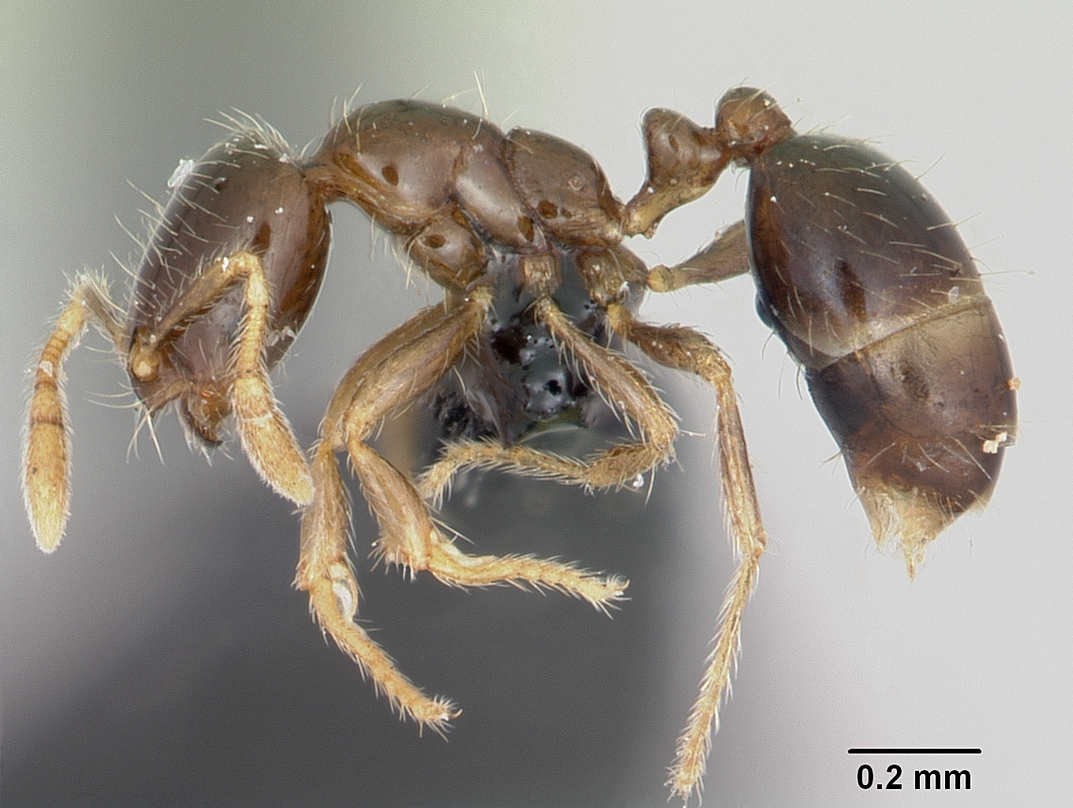
Solenopsis mameti casent0064819 profile 1

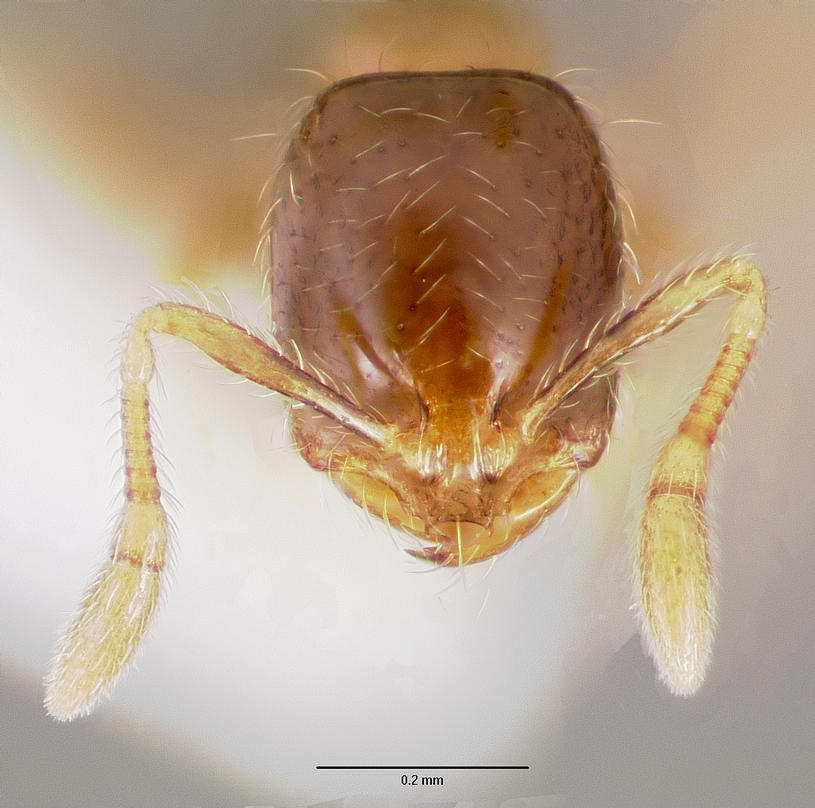
Solenopsis mameti casent0005972 head 1

## Récompenses et distinctions

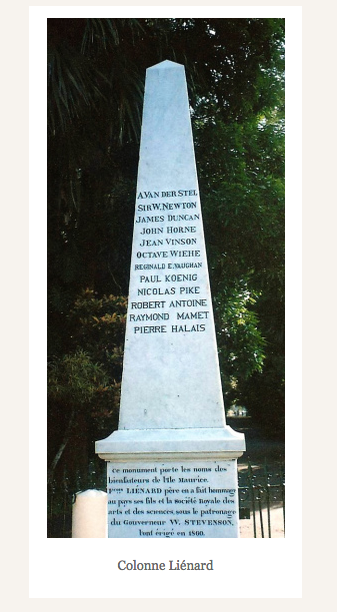
Colonne Liénard (Île Maurice)